# Elezioni generali nella Repubblica Centrafricana del 2011
Le elezioni generali nella Repubblica Centrafricana del 2011 si tennero il 23 gennaio per l'elezione del Presidente e dei membri del Parlamento.

## Risultati

### Elezioni presidenziali
| Candidati                  | Partiti                                                 | Voti      | %     |
| -------------------------- | ------------------------------------------------------- | --------- | ----- |
| François Bozizé            | Convergenza Nazionale "Kwa Na Kwa"                      | 718 801   | 64,37 |
| Ange-Félix Patassé         | Indipendente                                            | 239 279   | 21,43 |
| Martin Ziguélé             | Movimento per la Liberazione del Popolo Centrafricano   | 75 939    | 6,80  |
| Emile Gros Raymond Nakombo | Raggruppamento Democratico Centrafricano                | 51 469    | 4,61  |
| Jean-Jacques Démafouth     | Esercito Popolare per la Restaurazione della Democrazia | 31 184    | 2,79  |
| Totale                     | Totale                                                  | 1 116 672 | 100   |

- Secondo la fonte riportata, i voti validi sono 1.116.661 (dato incoerente con sommatoria).

### Elezioni legislative
| Liste                                                 | Voti | % | Seggi |
| ----------------------------------------------------- | ---- | - | ----- |
| Convergenza Nazionale "Kwa Na Kwa"                    |      |   | 61    |
| Maggioranza Presidenziale (Bozizé)                    |      |   | 11    |
| Movimento per la Liberazione del Popolo Centrafricano |      |   | 1     |
| Raggruppamento Democratico Centrafricano              |      |   | 1     |
| Altri                                                 |      |   | 26    |
| Totale                                                |      |   | 100   |